# Georg Forster
Johann Georg Adam Forster (n. 27 noiembrie 1754 – d. 10 ianuarie 1794) a fost un naturalist, etnolog, scriitor de proză de călătorie, ziarist și revoluționar. La o vârstă fragedă, și-a însoțit tatăl, pe Johann Reinhold Forster, în mai multe expediții științifice, inclusiv în a doua călătorie a lui James Cook în Pacific. Relatarea acestei călătorii, intitulață, O călătorie în jurul lumii, a contribuit la etnologia popoarelor din Polinezia și rămâne o operă respectată. Ca urmare, Forster a fost admis în Societatea Regală la doar douăzeci și doi de ani și a ajuns să fie considerat unul dintre fondatorii literaturii științifice moderne de călătorie.
După revenirea în Europa continentală, Forster s-a îndreptat spre domeniul academic. A călătorit la Paris pentru a încerca să discute cu revoluționarul american Benjamin Franklin în 1777. A predat istorie naturală la Collegium Carolinum din Kassel (1778–84), și apoi la Academia din Vilna (Universitatea Vilnius) (1784–87). În 1788, a devenit bibliotecar-șef la Universitatea din Mainz. Mare parte din opera sa științifică din această perioadă a constat în eseuri de botanică și etnologie, dar a și prefațat și tradus numeroase cărți despre călătorii și exporare, inclusiv o traducere în germană a jurnalelor lui Cook.
Forster a fost o figură centrală a Iluminismului în Germania, și a corespondat cu majoritatea adepților săi, inclusiv cu prietenul său apropiat, Georg Christoph Lichtenberg. Ideile și personalitatea sa l-au influențat pe Alexander von Humboldt, unul dintre marii oameni de știință ai secolului al XIX-lea. Când francezii au cucerit orașul Mainz în 1792, Forster a devenit unul dintre fondatorii Clubului Iacobin din orăș și a jucat un rol important în Republica Mainz, primul stat republican din Germania. În iulie 1793, în timp ce se afla la Paris ca delegat al tinerei Republici Mainz, forțele de coaliție prusace și austriece au recucerit orașul și Forster a fost declarat în afara legii. Neputând reveni în Germania și departe de prieteni și familie, s-a îmbolnăvit și a murit la Paris la începutul lui 1794.

## Primii ani
Georg Forster s-a născut în micul sat Nassenhuben (astăzi, Mokry Dwór) de lângă Danzig (Gdańsk), în provincia Prusia Regală, în Uniunea Polono-Lituaniană. El era cel mai în vârstă din cei șapte copii ai lui Johann Reinhold Forster și Justina Elisabeth (născută Nicolai). Tatăl său era naturalist, om de știință și pastor reformat. În 1765, împărăteasa Rusiei, Ecaterina a II-a, l-a angajat pe pastor să călătorească prin Rusia și să cerceteze situația unei colonii germane de pe Volga. Georg, pe atunci în vârstă de zece ani, l-a însoțit. În călătorie, care i-a dus în stepa Kalmîkă de pe Volga inferioară, ei au descoperit mai multe noi specii, iar tânărul Forster a învățat să efectueze cercetări științifice și să practice cartografia. El a învățat și să vorbească fluent rusa.
Relatarea călătoriei, ce cuprindea și critici dure la adresa guvernatorului Saratovului, nu a fost bine primită la curte. Familia Forster s-a plâns că nu fuseseră plătiți adecvat pentru munca lor și că trebuie să se mute. Au ales să se stabilească în Anglia în 1766. Tatăl s-a angajat ca profesor la Academia Disidenților din Warrington și a lucrat și ca translator. La treisprezece ani, tânărul Forster și-a publicat prima carte: o traducere în engleză după istoria Rusiei de Lomonosov, lucrare bine primită în cercurile științifice.

## În jurul lumii cu căpitanul Cook

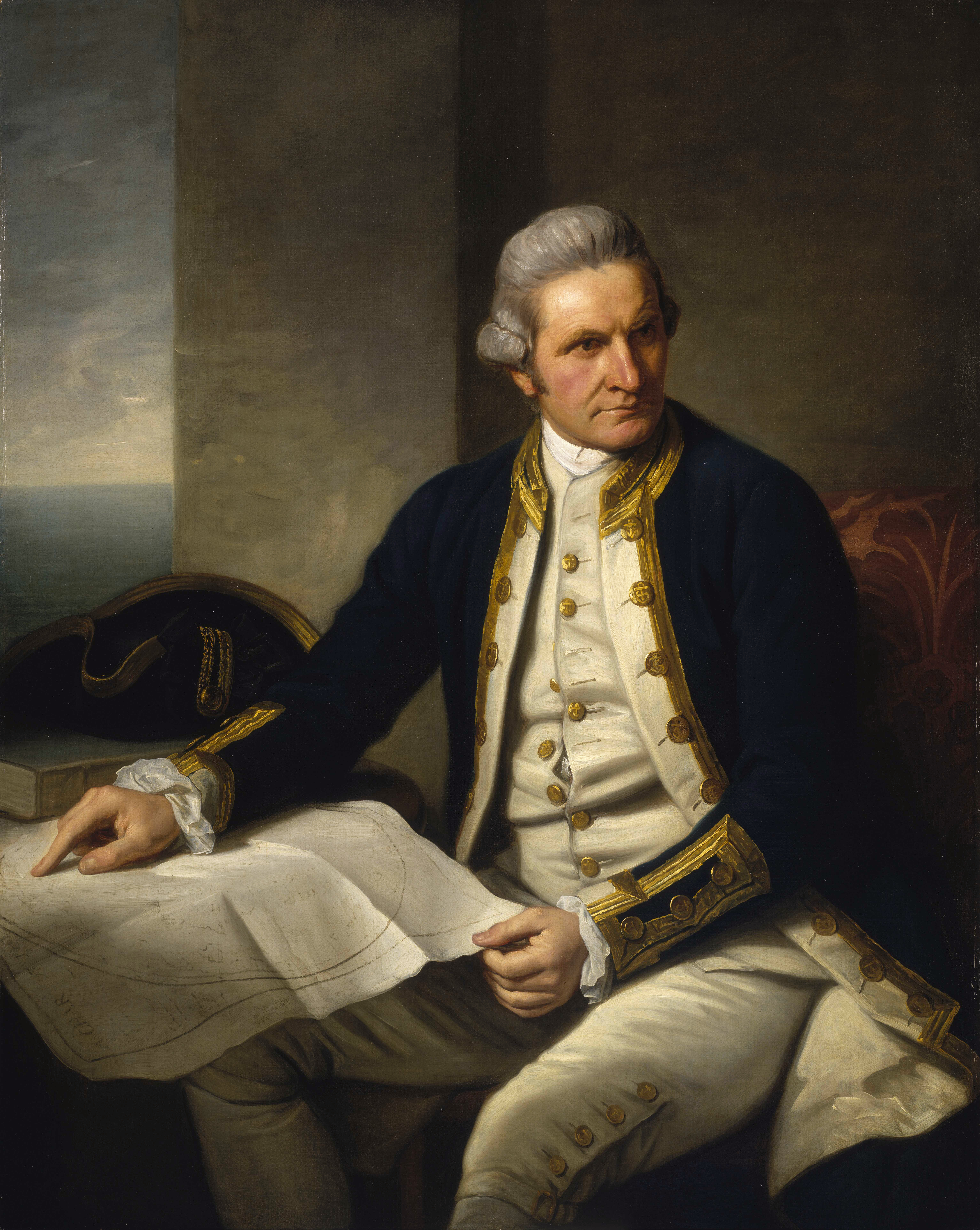
James Cook, portret de Nathaniel Dance, c. 1775, National Maritime Museum, Greenwich

În 1772, tatăl lui Forster a devenit membru al Societății Regale. Aceasta, împreună cu retragerea lui Joseph Banks, a făcut ca amiralitatea britanică să-l invite să facă parte din a doua expediție a lui James Cook în Pacific (1772–75). Georg Forster l-a urmat și de această dată pe tatăl său în expediție și a fost numit desenator în slujba tatălui. Misiunea lui Johann Reinhold Forster era de a lucra la un raport științific despre descoperirile călătoriei, ce urma a fi publicat după întoarcere.
Ei s-au îmbarcat pe HMS Resolution la 13 iulie 1772, la Plymouth. Ruta vasului i-a dus mai întâi în Atlanticul de Sud, apoi prin Oceanul Indian și Oceanul Antarctic în insulele Polineziei și în cele din urmă pe lângă Capul Horn înapoi în Anglia, ei sosind la 30 iulie 1775. În timpul călătoriei de trei ani, exploratorii au vizitat Noua Zeelandă, insulele Tonga, Noua Caledonie, Tahiti, Insulele Marchize și Insula Paștelui. Ei au mers mai la sud decât oricine altcineva până la ei, aproape descoperind Antarctica. Călătoria a infirmat definitiv teoria Terra Australis Incognita, conform căreia ar fi existat un continent mare și locuibil în sud.
Sub supravegherea tatălui său, Georg Forster a studiat la început zoologia și botanica mărilor sudului, mai ales desenând animale și plante. Georg și-a urmat însă și propriile interese, ceea ce l-a condus spre explorări cu totul independente în domeniile geografiei comparative și etnologiei. A învățat rapid limbile insulelor polineziene. Relatările sale despre locuitorii Polineziei sunt bine privite și astăzi, întrucât îi descriu pe locuitorii insulelor sudului cu empatie, simpatie, și în mare parte fără prejudecăți Occidentale sau creștine.

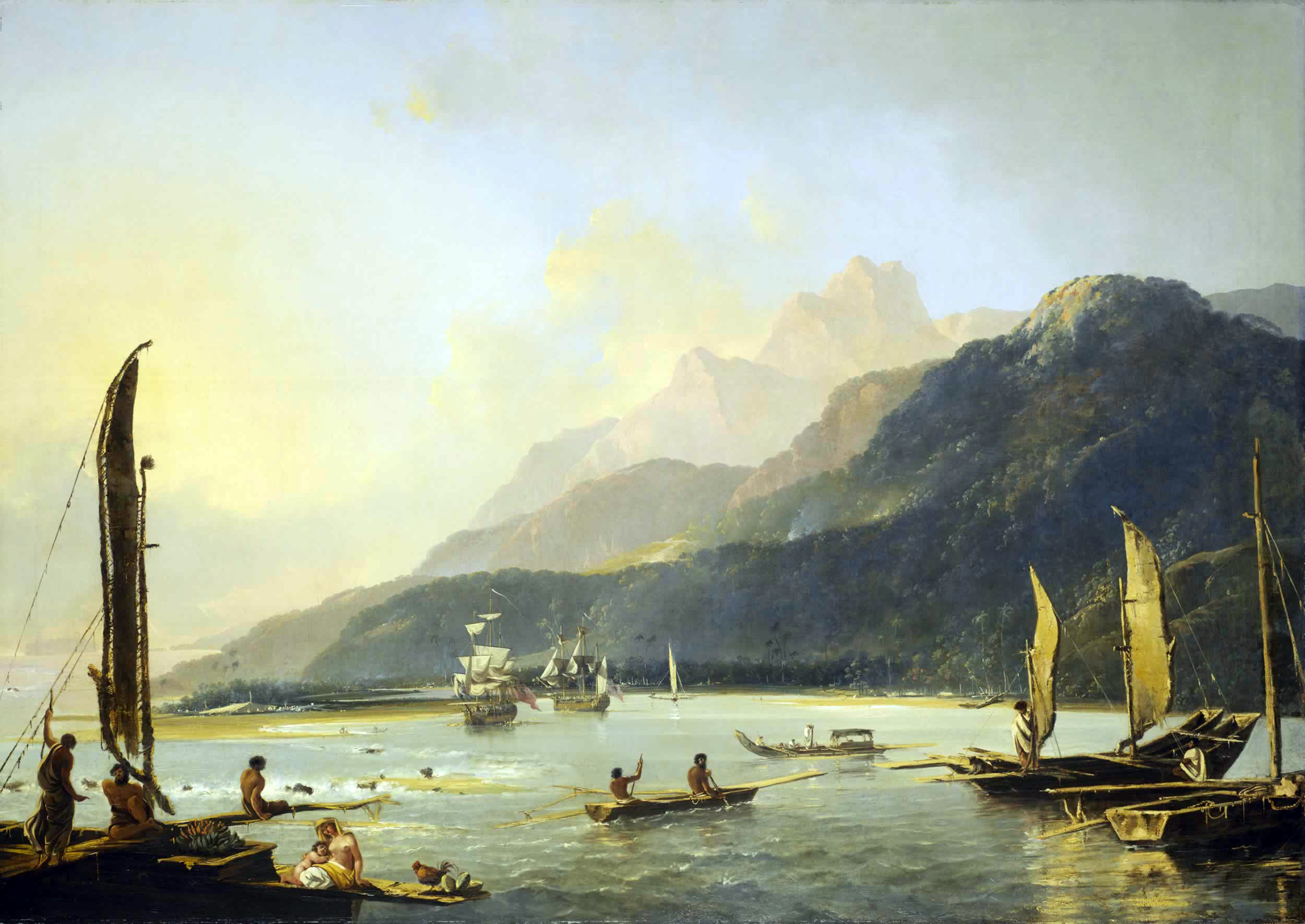
Resolution și Adventure în Golful Matavai de William Hodges

Spre deosebire de Louis Antoine de Bougainville, ale cărui relatări dintr-o călătorie în Tahiti, efectuată cu câțiva ani în urmă, declanșase curentul romantic bon sauvage, Forster a dezvoltat o frescă sofisticată a societăților insulelor din Pacificul de Sud. El a descris diferitele structuri sociale și religii întâlnite în Insulele Societății, în Insula Paștelui, în Tonga și în Noua Zeelandă, și a explicat această diversitate prin diferențele din condițiile de trai ale acestor oameni. În același timp, el a observat și că limbile acestor insule relativ depărtate erau similare. Despre locuitorii insulelor Nomuka (din grupul de insule Ha'apai ale Tongăi actuale), scria că limbile, vehiculele, armele, hainele, tatuajele, portul bărbii, pe scurt, tot ce le definea cultura se potriveau perfect cu ceea ce văzuse deja studiind triburile de pe Tongatapu. El scria, însă că „nu putem observa nicio subordonare între ei, deși aceasta îi caracteriza puternic pe băștinașii din Tonga-Tabboo, care păreau să coboare până la servilitate în supunerea lor față de rege.”
Călătoria a fost bogată în rezultate științifice. Relația între Forster-tatăl și fiul pe de o parte, și Cook și ofițerii săi pe de altă parte a fost adesea problematică, din cauza comportamentului capricios al bătrânului Forster și din cauza refuzului lui Cook de a lăsa mai mult timp pentru observații științifice (mai ales botanice). Cook a refuzat să mai ia oameni de știință în a treia sa călătorie, după experiențele sale cu familia Forster.

## Fondatorul literaturii moderne de călătorie

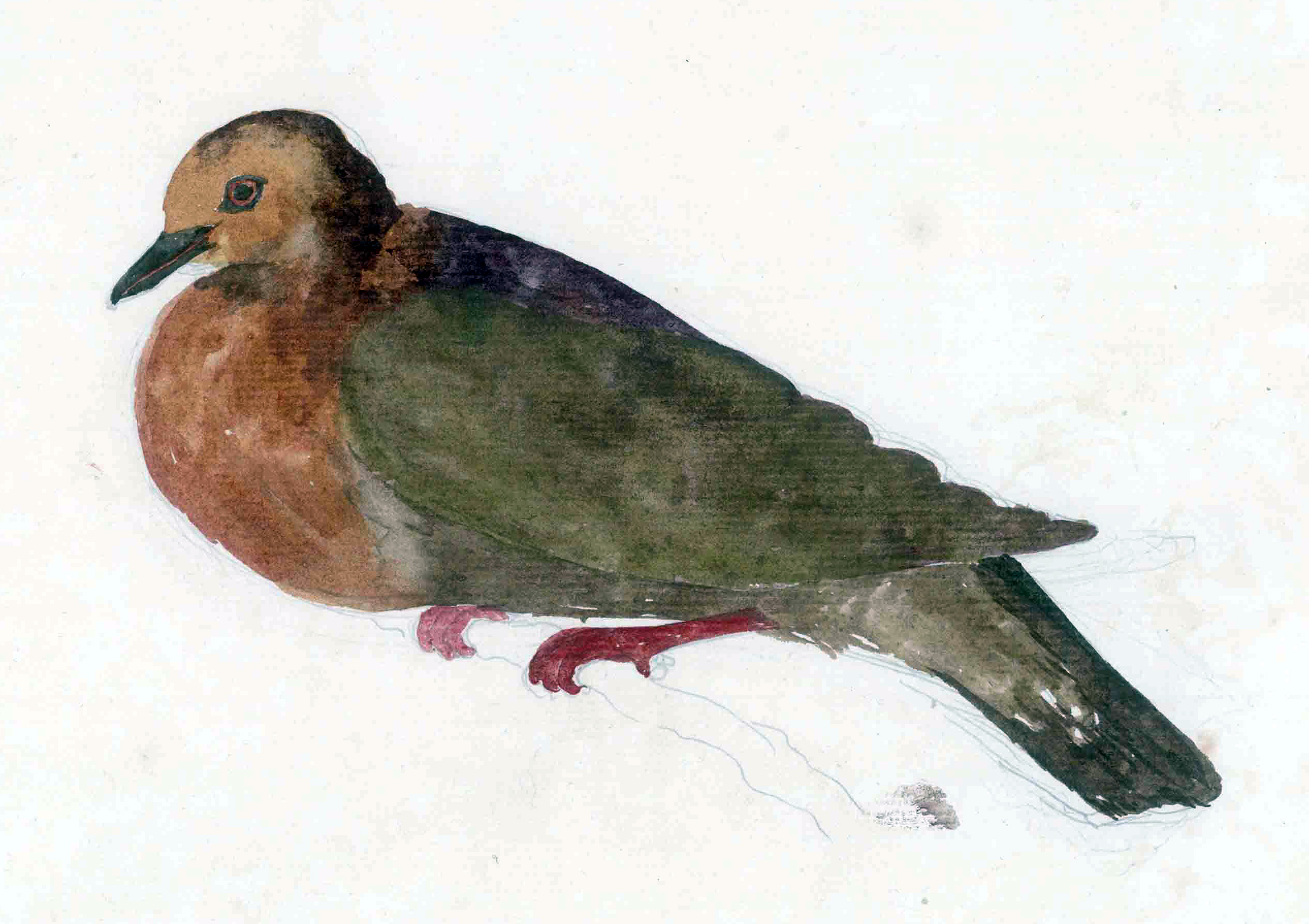
Una din numeroasele ilustrații ale lui Forster cu păsări astăzi dispărute, Gallicolumba ferruginea

Aceste conflicte au continuat după călătorie cu pe tema persoanei care să scrie relatarea oficială a călătoriilor. Lord Sandwich, deși dorea să plătească suma promisă, a fost iritat de capitolul inițial scris de Johann Reinhold Forster și a încercat să obțină modificarea lui. Forster nu dorea să i se corecteze scrierea „ca pe tema unui școlar”, și a refuzat orice compromis. Ca urmare, relatarea oficială a fost scrisă de Cook, iar Forsterii au fost privați de dreptul de a compila relatarea și nu au mai fost plătiți pentru munca lor. În timpul negocierilor, tânărul Forster a hotărât să publice o relatare neoficială a călătoriei. În 1777, a fost publicată cartea sa A Voyage Round the World in His Britannic Majesty's Sloop Resolution, Commanded by Capt. James Cook, during the Years, 1772, 3, 4, and 5. Aceasta a fost prima relatare a celei de a doua călătorii a lui Cook (ea a apărut cu șase săptămâni înaintea celei oficiale) și era destinată publicului larg. Versiunea în engleză și traducerea în germană a autorului (publicată în 1778–80) i-au adus celebritatea tânărului autor. Poetul Christoph Martin Wieland a lăudat cartea ca pe cea mai importantă a vremii sale, și ea până astăzi rămâne una dintre cele mai importante descrieri de călătorie scrise vreodată. Cartea a avut un impact important asupra literaturii, culturii și științei germane, influențând oameni de știință ca Alexander von Humboldt și inspirând numeroși etnologi ulteriori.
Forster a scris o proză germană bine îngrijită, nu doar corectă științific și obiectivă, ci și interesantă și ușor de citit. Aceasta era diferită de literatura convențională de călătorie din acea vreme, prin aceea că prezenta mai mult decât o simplă colecție de date – ea dădea mărturia unor fapte etnografice într-o manieră coerentă, colorată și de încredere, fapte rezultate din observații detaliate și empatice. El își întrerupea adesea descrierile pentru a le îmbogăți cu remarci filosofice despre observațiile sale. El s-a concentrat mereu pe oamenii pe care îi întâlnea: comportamentul, obiceiurile, religia și formele de organizare socială. În A Voyage Round the World, el a prezentat și cântecele cântate de popoarele din Polinezia, cu tot cu versuri și note. Cartea este una dintre cele mai importante surse despre societățile Pacificului de Sud dinainte ca influența europeană să devină importantă.
Ambii Forsteri au publicat descrieri ale călătoriilor lor în Pacificul de Sud în Magazin von merkwürdigen neuen Reisebeschreibungen („Revistă de povestiri de ciudate noi călătorii"), din Berlin, și Georg a publicat o traducere a lui „A Voyage to the South Sea, by Lieutenant William Bligh, London 1792” în 1791–93.

## Forster la universități
Publicarea volumului A Voyage Round the World i-a adus lui Forster recunoașterea științifică în toată Europa. Respectabila Societate Regală l-a făcut membru la 9 ianuarie 1777, deși nu împlinise încă 23 de ani. A primit titluri similare din partea mai multor academii, de la Berlin la Madrid.
În 1778, a mers în Germania pentru a prelua un post didactic ca profesor de istorie naturală la Collegium Carolinum din Kassel, unde a cunoscut-o pe Therese Heyne⁠(en)[traduceți], fiica clasicului Christian Gottlob Heyne. Ea avea să devină una dintre primele scriitoare independente din Germania. S-au căsătorit în 1785 (după ce au plecat din Kassel) și au avut trei copii, dar căsnicia nu a fost fericită. Începând cu perioada petrecută la Kassel, Forster a corespondat activ cu figuri importante ale Iluminismului, între care și Lessing, Herder, Wieland și Goethe. A inițiat o cooperare între Carolinum din Kassel și Universitatea din Göttingen, unde lucra prietenul său Georg Christoph Lichtenberg⁠(en)[traduceți]. Împreună, ei au înființat și au publicat revista științifică și literară Göttingisches Magazin der Wissenschaften und Litteratur. Cel mai apropiat prieten al lui Forster, Samuel Thomas von Sömmering, a sosit la Kassel la scurt timp după Forster, și ambii au fost implicați cu rosicrucienii din Kassel.
Dar până în 1783 Forster a văzut că implicarea în societatea rosicrucienilor nu doar că îl îndepărta de știința adevărată, ci îl făcea să se afunde în datorii (se spune că nu se pricepea la bani); din aceste motive, Forster a acceptat bucuros propunerea Komisja Edukacji Narodowej (Comisia de Educație Națională) din Polonia și a devenit șef al catedrei de istorie naturală de la Universitatea din Vilnius în 1784. La început, a fost bine primit la Vilnius, dar cu timpul s-a simțit din ce în ce mai izolat. Majoritatea legăturilor sale erau tot cu oameni de știință din Germania; este deosebit de cunocută și disputa sa cu Immanuel Kant pe tema definiției rasei. În 1785, Forster a călătorit la Halle, unde și-a prezentat teza despre plantele din Pacificul de Sud pentru un doctorat în medicină. Întors la Vilnius, ambițiile lui Forster de a construi un centru științific adevărat de istorie naturală nu au putut fi susținute financiar de autoritățile poloneze. Celebrul său discurs din 1785 pe teme de istorie naturală a trecut aproape neobservat, fiind tipărit abia în 1843. Aceste evenimente au condus la escaladarea tensiunilor între el și comunitatea locală. În cele din urmă, a rupt legătura cu șase ani înainte de terminarea contractului, întrucât Ecaterina a II-a a Rusiei îi oferise un loc într-o călătorie în jurul lumii (expediția Mulovski) pentru un onorariu mare și un post de profesor la Sankt Petersburg. Aceasta a avut ca rezultat un alt conflict între Forster și influentul om de știință polonez Jędrzej Śniadecki⁠(en)[traduceți]. Propunerea rusă a fost însă retrasă și Forster a plecat din Vilnius. S-a stabilit apoi la Mainz, unde a devenit bibliotecar-șef al Universității din Mainz, post în care i-a succedat prietenului său Johannes von Müller⁠(en)[traduceți], care s-a asigurat că Forster va veni să-l înlocuiască după ce el s-a mutat la administrația principelui-elector Friedrich Karl Josef von Erthal.
Forster publica regulat eseuri despre explorările contemporane și a continuat să fie un traducător foarte prolific; de exemplu, a scris despre a treia călătorie a lui Cook în Pacificul de Sud, și despre expediția Bounty, și a tradus în germană jurnalele lui Cook și Bligh din aceste călătorii. Din anii petrecuți la Londra, Forster a rămas în contact cu Sir Joseph Banks, inițiatorul expediției vasului Bounty și participant la prima călătorie a lui Cook. În timp ce se afla la Universitatea din Vilnius, a scris articolul „Neuholland und die brittische Colonie in Botany-Bay”, publicat în Allgemeines historisches Taschenbuch (Berlin, decembrie 1786), eseu despre perspectivele de viitor ale coloniei engleze fondate în New South Wales în 1788.
Un alt domeniu al său de interes a fost indologia – unul dintre scopurile principale ale expediției Ecaterinei a II-a, care nu s-a concretizat, era să ajungă în India. El a tradus piesa sanscrită Shakuntala⁠(en)[traduceți] după o versiune în latină furnizată de Sir William Jones; aceasta l-a influențat puternic pe Herder și a declanșat interesul german față de cultura indiană.

## Vederi de pe Rinul Inferior

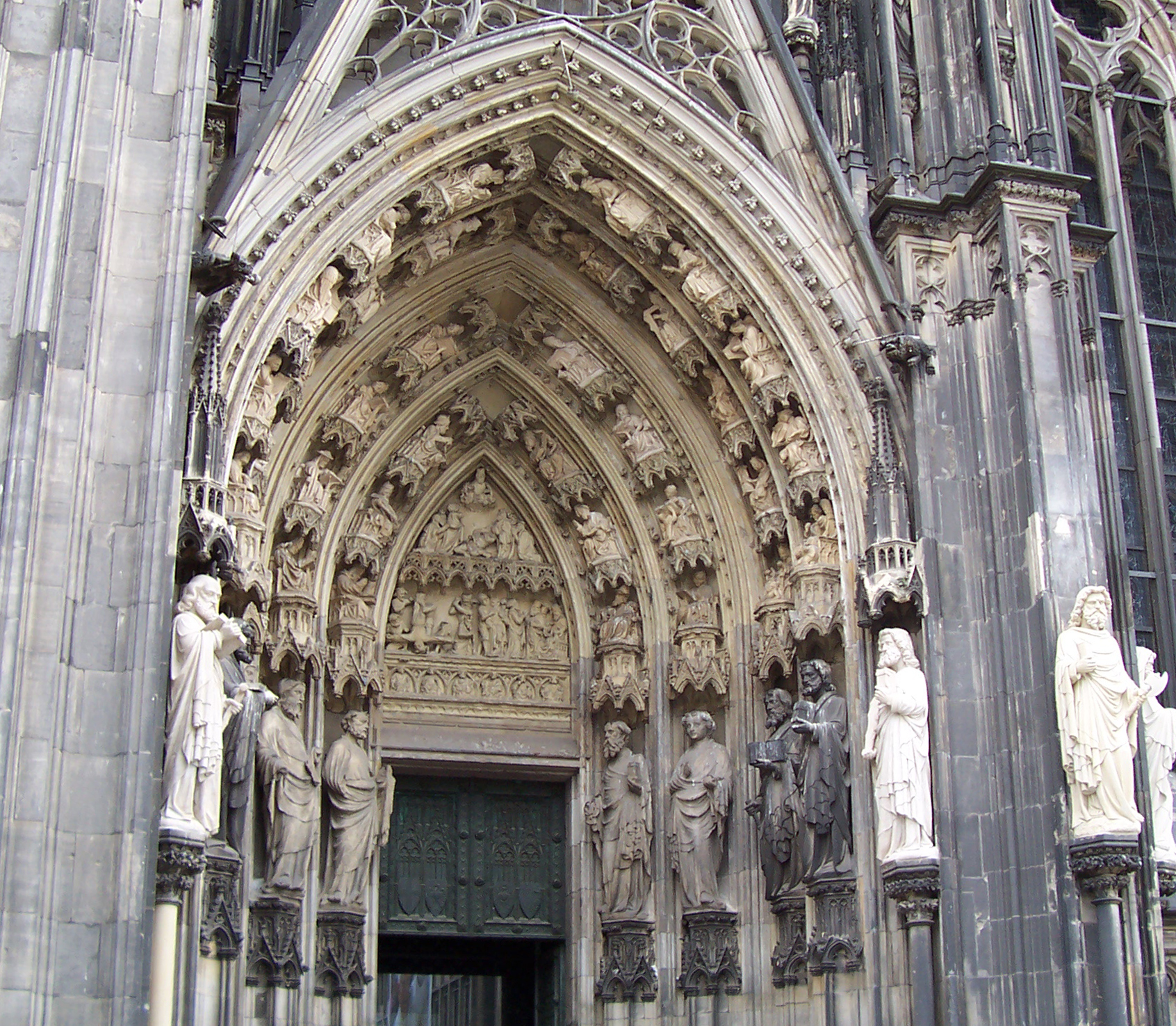
Una din intrările în Catedrala din Köln, lăudată în Ansichten vom Niederrhein

În al doilea trimestru al anului 1790, Forster și tânărul Alexander von Humboldt au plecat din Mainz într-o lungă călătorie prin Țările de Jos de Sud, Provinciile Unite și Anglia, terminându-și călătoria la Paris. Impresiile din călătorie au fost descrise într-o publicație în trei volume, intitulată Ansichten vom Niederrhein, von Brabant, Flandern, Holland, England und Frankreich im April, Mai und Juni 1790 (Vederi de pe Rinul Inferior, din Brabant, Flandra, Olanda, Anglia și Franța în aprilie, mai și iunie 1790), publicată între 1791–94. Goethe spunea despre această carte: „după ce ai terminat de citit, îți dorești să o iei de la capăt, și să călătorești împreună cu un atât de bun și cunoscător observator.” Cartea include comentarii despre istoria artei, la fel de influente pentru această disciplină cum a fost A Voyage Round the world pentru etnologie. De exemplu, Forster a fost unul dintre primii autori care au tratat corect subiectul arhitecturii gotice a catedralei din Köln, care la acea vreme era considerată „barbară”. Cartea s-a conformat mișcării intelectuale romantice aflată în stadiu incipient în Europa germanofonă.
Principalul interes al lui Forster s-a deplasat însă din nou asupra comportamentului social al oamenilor, ca și în Pacific cu 15 ani în urmă. Revoluțiile naționale din Flandra și Brabant, precum și revoluția din Franța i-au trezit curiozitatea. Călătoria prin aceste regiuni, împreună cu Țările de Jos și Anglia, unde libertățile cetățenești erau la fel de bine dezvoltate, l-au ajutat în cele din urmă să-și limpezească propriile opinii politice. Din acel moment, el urma să fie un adversar ferm al vechiului regim. Împreună cu alți savanți germani, el a salutat izbucnirea revoluției drept consecință evidentă a Iluminismului. Încă de la 30 iulie 1789, puțin după ce a aflat despre Căderea Bastiliei, el i-a scris socrului său, filologul Christian Gottlob Heyne, că era frumos să vadă că ce sădise filosofia în mințile oamenilor s-a realizat apoi în stat. Educarea poporului pe tema drepturilor sale, scria el, era în definitiv cea mai sigură cale; restul avea doar să vină de la sine.

## Viața ca revoluționar

### Proclamarea Republicii Mainz

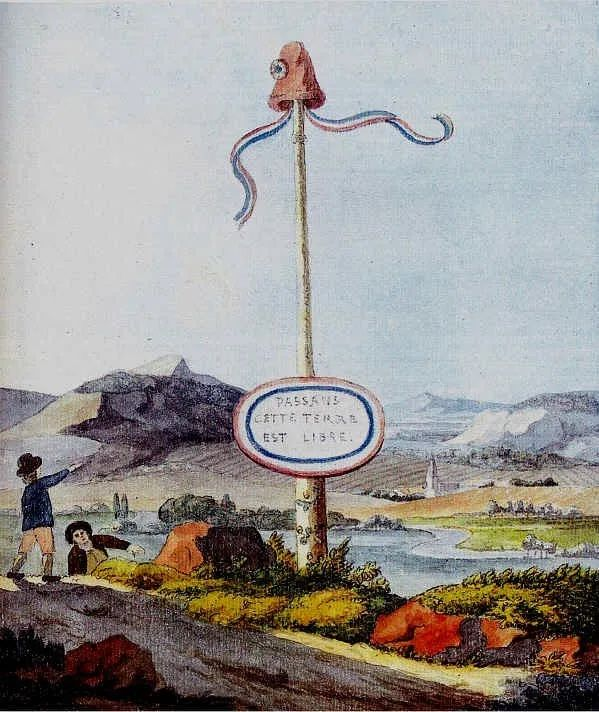
Stâlp al libertății, simbol al Franței revoluționare, utilizat și de Republica Mainz. Acuarelă de Johann Wolfgang von Goethe.

Armata revoluționară franceză condusă de generalul Custine a ocupat orașul Mainz la 21 octombrie 1792. Două zile mai târziu, Forster a înființat, împreună cu alții, un club iacobin denumit „Freunde der Freiheit und Gleichheit” („Prietenii Libertății și Egalității”) în Palatul Electoral. De la începutul lui 1793, el s-a implicat activ în viața politică a Republicii Mainz. Prima republică aflată pe pământ german a fost constituită pe principii democratice și cuprindea zonele de pe malul stâng al Rinului între Landau și Bingen. Forster a devenit vicepreședinte al administrației temporare a republicii și candidat la alegerile pentru parlamentul local, Rheinisch-Deutscher Nationalkonvent (Convenția Națională Renan-Germană). Din ianuarie până în martie 1793, el a fost redactor al ziarului Die neue Mainzer Zeitung oder Der Volksfreund (Noul ziar al Mainzului sau Prietenul Poporului). În primul său articol, el scria:
„Die Pressefreiheit herrscht endlich innerhalb dieser Mauern, wo die Buchdruckerpresse erfunden ward.”
„Libertatea presei domnește în sfârșit în aceste ziduri în care s-a inventat tiparnița.”
Această libertate nu a durat însă mult. Republica Mainz a existat doar până la retragerea trupelor franceze în iulie 1793 în urma Asediului Mainzului.
Forster nu a fost prezent în Mainz pe durata asediului. Ca reprezentanți ai Convenției Naționale, el și Adam Lux fuseseră trimiși la Paris să ceară ca Mainzul – care nu putea exista ca stat independent – să fie primit ca parte a Republicii Franceze. Cererea a fost acceptată, dar nu a avut niciun efect, deoarece Mainzul a fost cucerit de trupele prusace și austriece, vechea ordine fiind restaurată. Forster și-a pierdut biblioteca și colecțiile și s-a hotărât să rămână la Paris.

### Moartea în Parisul revoluționar

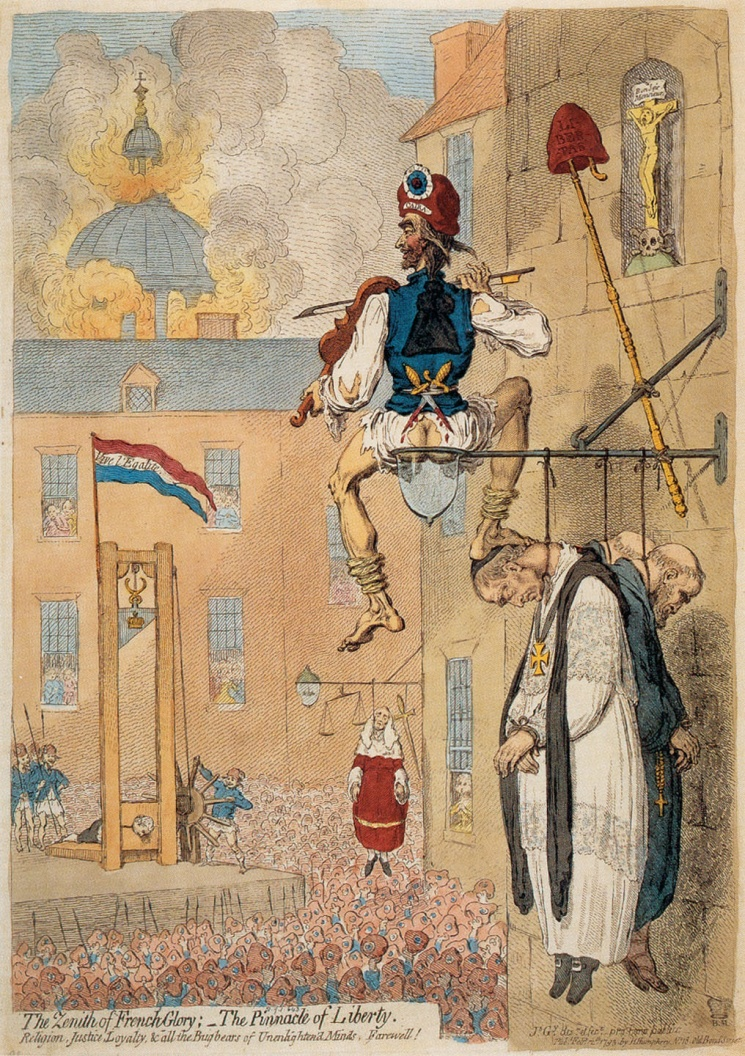
„Culmea Libertății”, satiră de James Gillray

Pe baza unui decret al împăratului Francisc al II-lea prin care se stabileau pedepse pentru supușii germani care colaboraseră cu guvernul revoluționar francez, Forster a fost declarat în afara legii și pus sub interdicție imperială; s-a pus o recompensă de 100 de ducați pe capul său și nu s-a mai putut întoarce în Germania. Lipsit de orice mijloc de trai și separat de soție, care rămăsese cu copiii lor la Mainz și cu soțul ei ulterior Ludwig Ferdinand Huber, el a rămas la Paris. În acest moment, revoluția din Paris intrase în perioada Terorii Iacobine introdusă de Comitetul de Siguranță Publică sub conducerea lui Maximilien Robespierre. Forster a avut ocazia să vadă și el diferența între promisiunile revoluției de fericire pentru toată lumea și practica sa crudă. Spre deosebire de numeroși alți susținători germani ai revoluției, cum ar fi de exemplu Friedrich Schiller, Forster nu și-a întors spatele idealurilor revoluționare sub presiunea terorii. El vedea evenimentele din Franța ca o forță a naturii ce nu poate fi încetinită și care trebuia să-și refuleze propriile energii pentru a evita să fie și mai distrugătoare.
Înainte de apogeul terorii, Forster a murit după o boală reumatică în micul său apartament de mansardă din Rue des Moulins din Paris în ianuarie 1794, la treizeci și nouă de ani. La acea dată, își făcea planuri de a vizita India.

## Ideile despre națiuni și despre cultura lor
Forster avea origini parțial scoțiene și s-a născut în Prusia Regală polonă, fiind deci prin naștere cetățean al Uniunii Polono-Lituaniene. A lucrat în Rusia, Anglia, Polonia și în mai multe state germane de la acea vreme. În cele din urmă, și-a terminat viața în Franța. A lucrat în medii diverse și a călătorit mult încă din tinerețe. El considera că aceasta, împreună cu educația sa științifică bazată pe principiile Iluminismului, i-a dat o largă perspectivă asupra diverselor comunități etnice și naționale:
„Toate popoarele de pe pământ au drept egal la bunăvoința mea ... și lauda și critica sunt independente de prejudecăți naționale.”

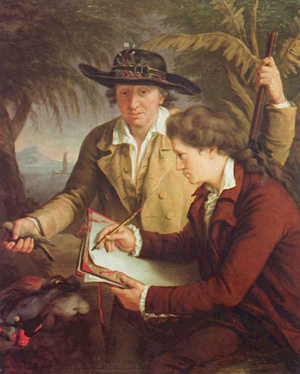
Johann Reinhold Forster și Georg Forster în Tahiti, de John Francis Rigaud, 1780

După părerea sa, toți oamenii au aceleași abilități în ce privește rațiunea, sentimentele și imaginația, dar aceste ingrediente de bază sunt utilizate în feluri diverite în medii diferite, ceea ce dă naștere diverselor culturi și civilizații. După el, este evident că cultura din Țara de Foc este la un nivel inferior de dezvoltare față de cea europeană, dar admite și că condițiile de trai de acolo sunt mult mai dificile, ceea ce le dă oamenilor mai puține șanse de a-și dezvolta o cultură superioară. Pe baza acestor opinii, el a fost clasificat ca fiind unul dintre principalele exemple ale cosmopolitismului german al secolului al XVIII-lea.
Spre deosebire de atitudinea exprimată în aceste scrieri și de backgroundul său iluminist, el a folosit termeni jignitori și încărcați de prejudecăți împotriva polonezilor în scrisorile sale private din timpul șederii la Vilnius și într-un jurnal din călătoria prin Polonia, dar nu a făcut publică nicio manifestare a unei astfel de atitudini. Aceste jigniri au fost cunoscute doar după moartea sa, când au fost publicate corespondența sa privată și jurnalele sale. Cum descrierile publicate de Forster despre alte popoare au fost considerate observații științifice imparțiale, descrierea disprețuitoare a Poloniei din scrisorile și jurnalele lui Forster a fost adesea luată de bună în Germania Imperială și în cea Nazistă, unde a fost utilizată ca mijloc de susținere științifică a presupusei superiorități a rasei germane. Răspândirea stereotipului „Polnische Wirtschaft” (economie poloneză) se datorează foarte probabil influenței scrisorilor sale.
Atitudinea lui Forster l-a adus în conflict cu oameni din popoare diferite pe care i-a întâlnit și a făcut ca el să nu fie binevenit nicăieri, fiind prea revoluționar și antinațional pentru germani, prea mândru și advers în raporturile cu englezii, prea dezinteresat de știința polonă pentru polonezi, și ignorat ca prea nesemnificativ politic când s-a aflat în Franța.

## Memoria
După moartea lui Forster, lucrările sale au fost în mare parte uitate în afara unor cercuri profesioniste. Aceasta a fost cauzată în parte de implicarea sa în Revoluția Franceză. Imaginea lui s-a schimbat, însă, odată cu politica vremurilor, diferite perioade concentrându-se pe diferite părți ale operei sale. În perioada creșterii naționalismului după epoca napoleoniană, în Germania el a fost considerat „trădător de țară”, ceea ce i-a umbrit opera de scriitor și om de știință. Această atitudine s-a răspândit în ciuda faptului că filosoful Karl Wilhelm Friedrich Schlegel scria despre Forster la începutul secolului al XIX-lea:
„Între toți acești autori de proză care ar putea să revendice un loc în rândurile clasicilor germani, niciunul nu răsuflă mai mult spiritul progresului liber ca Georg Forster.”
Un oarecare interes față de viața și acțiunile revoluționare ale lui Forster a fost revitalizat în contextul sentimentelor liberale ce au condus la Revoluția de la 1848. Dar el a fost în mare parte uitat în Germania lui Wilhelm al II-lea și chiar mai mult în al Treilea Reich, unde interesul față de Forster a fost limitat la atitudinea lui față de Polonia exprimată în scrisorile personale. Interesul față de Forster a reapărut în anii 1960 în Germania de Est, unde a fost interpretat ca susținător al luptei de clasă. Stația de cercetare a RDG din Antarctica, deschisă la 25 octombrie 1987, a fost botezată cu numele său. În Germania de Vest, căutarea unor tradiții democratice în istoria germană a dus și ea la o imagine mai diversificată a lui în anii 1970. Fundația Alexander von Humboldt a denumit după el un program de burse pentru savanți străini din țări în curs de dezvoltare. Reputația sa ca unul dintre primii și cei mai de seamă etnologi germani este indiscutabilă, iar operele sale sunt astăzi considerate cruciale în dezvoltarea etnologiei ca ramură științifică separată în Germania.
Elementele etnografice culese de Georg și Johann Reinhold Forster sunt astăzi prezentate la Cook-Forster-Sammlung (Colecția Cook–Forster) din colecția antropologică Sammlung für Völkerkunde de la Göttingen. O altă colecție de elemente adunate de Forster tatăl și fiul este expusă la Muzeul Pitt Rivers din Oxford.

## Opere
- A Voyage Round the World in His Britannic Majesty's Sloop Resolution, Commanded by Capt. James Cook, during the Years, 1772, 3, 4, and 5 (1777) (preview)
- De Plantis Esculentis Insularum Oceani Australis Commentatio Botanica (1786) disponibilă online la Project Gutenberg
- Florulae Insularum Australium Prodromus  (1786) disponibilă online la Project Gutenberg
- Essays on moral and natural geography, natural history and philosophy (1789–97)
- Views of the Lower Rhine, Brabant, Flanders (trei volume, 1791–94)
- Georg Forsters Werke, Sämtliche Schriften, Tagebücher, Briefe, Deutsche Akademie der Wissenschaften zu Berlin, G. Steiner et al. Berlin: Akademie 1958
- Werke in vier Bänden, Gerhard Steiner (editor). Leipzig: Insel 1965. ASIN: B00307GDQ0
- Reise um die Welt, Gerhard Steiner (editor). Frankfurt am Main: Insel, 1983. ISBN 3-458-32457-7
- Ansichten vom Niederrhein, Gerhard Steiner (editor). Frankfurt am Main: Insel, 1989. ISBN 3-458-32836-X
- Georg Forster, Briefe an Ernst Friedrich Hector Falcke. Neu aufgefundene Forsteriana aus der Gold- und Rosenkreuzerzeit, Michael Ewert, Hermann Schüttler (editors). Georg-Forster-Studien Beiheft 4. Kassel: Kassel University Press 2009. ISBN 978-3-89958-485-1